# (15652) 1048 T-1
A (15652) 1048 T-1 egy kisbolygó a Naprendszerben. Cornelis Johannes van Houten, Ingrid van Houten-Groeneveld és Tom Gehrels fedezte fel 1971. március 25-én.